# Semiothisa vernata
Semiothisa vernata är en fjärilsart som beskrevs av Mcdunnough 1931. Semiothisa vernata ingår i släktet Semiothisa och familjen mätare. Inga underarter finns listade i Catalogue of Life.